# Meh
| a |

| a |

| a |

| a |

| a | G36 |

| a | G36 |

| a | G36 |

| a | G36 |